# 山平二区
山平二区（やまひらにく）は、千葉県印西市の大字。2017年10月31日現在の人口は0人。郵便番号270-1600。

## 地理
北は吉高、北東は吉高干拓、東は山田干拓二区、南東は山平一区、南は平賀、西は山田に隣接している。

## 施設
- 鶴巻集会所
- 山平機場
- 山田道珍前機場